# 안중읍
안중읍(安仲邑)은 경기도 평택시 서부에 있는 읍이다. 면적은 28.69 km2로 평택시 전체의 6.5%를 차지하고, 인구밀도는 2018년 12월 기준 27,340 명/ km2이다. 과거 이 지역은 일부 지역은 충청도 직산군 안중면, 언리면에 속해 있었고, 또 다른 지역은 경기도 수원군 오정면, 청룡면, 포내면 일부 지역에 속해 있었다. 충청 방언을 사용하는 지역이기도 하다.
1987년 평택군 서부를 관할하는 안중출장소로 출범된 이후, 1989년 면이 설치되었으며, 2002년 읍으로 승격되었다. 현재는 도농 복합 형태를 갖춘 평택시 서부 5개면의 생활중심지이자, 평택시의 3개 읍 중 가장 발전된 곳이다. 안중이라는 이름은 현덕면에 위치했던 장터의 보부상들이 양반에 의해 내쫓긴 후 이 지역에 장터를 이루고 안중시장이라고 유래했다고 한다. 읍사무소 및 출장소 모두 안중리에 위치해 있으나, 현화지구 택지개발사업 및 신도시 건설 추진으로 현화리가 가장 번화한 곳이다. 최근에는 그동안 적체되어있는 산과 공한지의 쓰레기를 수거한 덕분에 읍 중심가와 공원 등의 환경이 많이 정화되었다.

## 역사
- 1987년 7월 1일 안중출장소를 설치하였다.[4] 안중리 마을회관을 임대하여 출장소로 사용하였다.
- 1988년 12월 20일 청사를 준공하였다.
- 1989년 4월 1일 안중출장소를 안중면으로 승격하였다.[5] (10법정리)

| 군조례 제1220호                               |                                               |
| 구 행정구역                                   | 신 행정구역                                   |
| 오성면 안중리, 학현리, 금곡리, 대반리, 삼정리 | 안중면 안중리, 학현리, 금곡리, 대반리, 삼정리 |
| 청북면 용성리, 덕우리                         | 안중면 용성리, 덕우리                         |
| 포승면 석정리 일부                            | 안중면 성해리                                 |
| 현덕면 인광리 일부, 화양리 일부               | 안중면 송담리, 현화리                         |
- 2002년 11월 5일 안중면을 안중읍으로 승격하였다.[6]

## 법정리
- 안중리(安仲里): 행정복지센터 소재지.
- 금곡리(金谷里)
- 대반리(大盤里)
- 덕우리(德佑里)
- 삼정리(三井里)
- 성해리(城海里)
- 송담리(松潭里)
- 용성리(龍城里)
- 학현리(鶴峴里): 평택시청 안중출장소 소재지.
- 현화리(玄華里)

## 주요 시설
평택 서부지역 문화정보의 메카, 첨단과학 도서관을 표방한 시립 안중도서관이 2005년 4월 학현리에 개관되었다. 개관 전부터 펼쳐진 도서 기증운동으로 시민들의 많은 관심을 받았다. 2007년 4월부터는 경기도 관내 하나의 도서관마다 특화자료를 구비하도록 하는 정책으로, 평택시 출신의 독립운동가 안재홍 선생에 관한 자료를 구비하고, 우수만화를 상설 전시하는 전시관을 열었다. 또한 2007년 12월부터는 국내 최대 학술지 원문서비스를 무료로 제공하기 시작하였다.
 이와 같은 도서관과 시민들의 노력으로 안중도서관은 2006년에 이어 2007년까지 2년간 경기도 내 우수도서관으로 선정되었다.

이 외에도 오뚜기라면 공장이 용성리에 위치하고 있으나, 원래는 과거 구 청보식품 평택공장을 사용한 곳이다.

### 교육 기관
교육기관은 초등학교 4개교, 중학교 3개교, 고등학교 3개교, 총10개교이다.
- 평택안일초등학교, 안중초등학교, 현일초등학교, 현화초등학교
- 안일중학교, 안중중학교, 현화중학교
- 안중고등학교, 현화고등학교, 경기물류고등학교

## 아파트
| 단지명                               | 건설사                           | 시행사                      | 주소                           | 입주              | 비고     |
| ------------------------------------ | -------------------------------- | --------------------------- | ------------------------------ | ----------------- | -------- |
| 안중주공 1단지                       | 신동아종합건설㈜                 | 대한주택공사                |                                | 2004년 10월       | 국민임대 |
| 안중주공 2단지                       | 신한건설㈜                       | 대한주택공사                |                                | 2004년 10월       | 국민임대 |
| 이화마을 건영캐스빌                  | ㈜건영                           | 평택현화지역주택조합        |                                | 2005년 4월        |          |
| 화현마을 우림필유                    | 우림건설㈜                       | ㈜엠씨개발                  |                                | 2005년 4월        |          |
| 현화마을 현대홈타운 2차              | 현대건설                         | 평택안중현대연합주택조합    |                                | 2003년 10월       |          |
| 현화마을 현대홈타운 3차              | 현대건설                         | 뉴원씨앤㈜                  |                                | 2004년 11월       |          |
| 송담 힐스테이트                      | 현대건설                         | 장암제이엠㈜                |                                | 2016년 10월       |          |
| 미소마을 서광프리메라                | 서광건설산업㈜                   | 대한주택㈜                  |                                | 2005년 12월       |          |
| 현화지구 성원상떼빌                  | 성원산업개발㈜                   | 성원건설                    |                                | 2002년 12월       |          |
| 안중 늘푸른                          | 극동건설 삼익건설㈜ ㈜코오롱건설 | 평택시공영개발              | 안중읍 안현로서7길 79 (현화리) | 1999년 10월       |          |
| 행복마을 메트로파크 1차              | ㈜동신                           | 한국토지신탁                |                                | 2003년 9월        |          |
| 사랑마을 메트로파크 2차              | ㈜동신                           | 한국토지신탁                |                                | 2003년 9월        |          |
| 아름마을 메트로파크 3차              | ㈜동신                           | 한국토지신탁                |                                | 2005년 5월        |          |
| e편한세상 평택 라씨엘로              | 디엘건설㈜                       | 교보자산신탁㈜ 흥덕홀딩스㈜ |                                | 2025년 9월 (예정) |          |
| e편한세상 평택 하이센트              | 디엘건설㈜                       | 교보자산신탁㈜ ㈜파도       |                                | 2025년 9월 (예정) |          |
| 평택화양 서희스타힐스 센트럴파크 2차 | 서희건설                         | 평택화양센트럴지역주택조합  |                                |                   |          |

## 교통

### 도로
안중읍을 지나는 주요 도로로는 국도 제38호선과 39호선이 있다.

### 철도
현재까지는 어떠한 철도 노선도 지나지 않고 있으나, 2020년경에 홍성 - 송산(화성) 간 복선 전철인 서해선이 개통하면 읍내와 가까운 곳에 안중역이 신설된다. 이 외에 2018년에 화물 철도인 평택선이 창내역에서 안중역까지 연장될 예정이다.

### 시내 버스
평택시내버스 80번대와 90번대가 월곡동 차고를 출발하여 안중읍을 경유한다. 대체로 안중시외버스터미널을 출발하여 포승읍이나 송탄에서 종착하는 좌석버스 노선으로, 그 외에 평택시내로 진입하는 노선과 월곡동 기지와 해군기지를 오가는 좌석버스 노선이 있다.

### 시외 버스
안중시외버스터미널은 2000년대 초반 대규모의 택지개발이 이루어진 서남부 지역이 아닌, 기존 중심지인 동북부에 위치해 있었지만 2010년 현화택지지구의 동남부 쪽에 새로 만들었다. 국도와 고속도로와 연계도 좋은 편이다. 시외 버스 노선은 서울·부천·인천·수원·안산·남양주·아산·서산·당진을 오가는 노선이다.